# Мельнико-Мостищенська сільська рада
Мельнико-Мостищенська сільська рада — орган місцевого самоврядування у Камінь-Каширському районі Волинської області з адміністративним центром у с. Мельники-Мостище.

## Населені пункти
Сільській раді підпорядковані населені пункти:
- с. Мельники-Мостище
- с. Мостище

## Населення
Згідно з переписом УРСР 1989 року чисельність наявного населення сільської ради становила 1505 осіб, з яких 745 чоловіків та 760 жінок.
За переписом населення України 2001 року в сільській раді мешкали 1432 особи.

### Мова
Розподіл населення за рідною мовою за даними перепису 2001 року:
| Мова       | Відсоток |
| ---------- | -------- |
| українська | 99,44 %  |
| білоруська | 0,28 %   |
| російська  | 0,28 %   |

## Склад ради
Рада складається з 16 депутатів та голови.

## Керівний склад сільської ради
| ПІБ                               | Основні відомості                                                 | Дата обрання | Дата звільнення |
| --------------------------------- | ----------------------------------------------------------------- | ------------ | --------------- |
| Понедільник Ярослав Володимирович | Сільський голова, 1958 року народження, освіта                    | 26.03.2006   | 31.10.2010      |
| Понедільник Ярослав Володимирович | Сільський голова, 1958 року народження, освіта вища, безпартійний | 31.10.2010   |                 |

Примітка: таблиця складена за даними джерела